# Desis
Desis là một chi nhện trong họ Desidae.